# Nom théophore

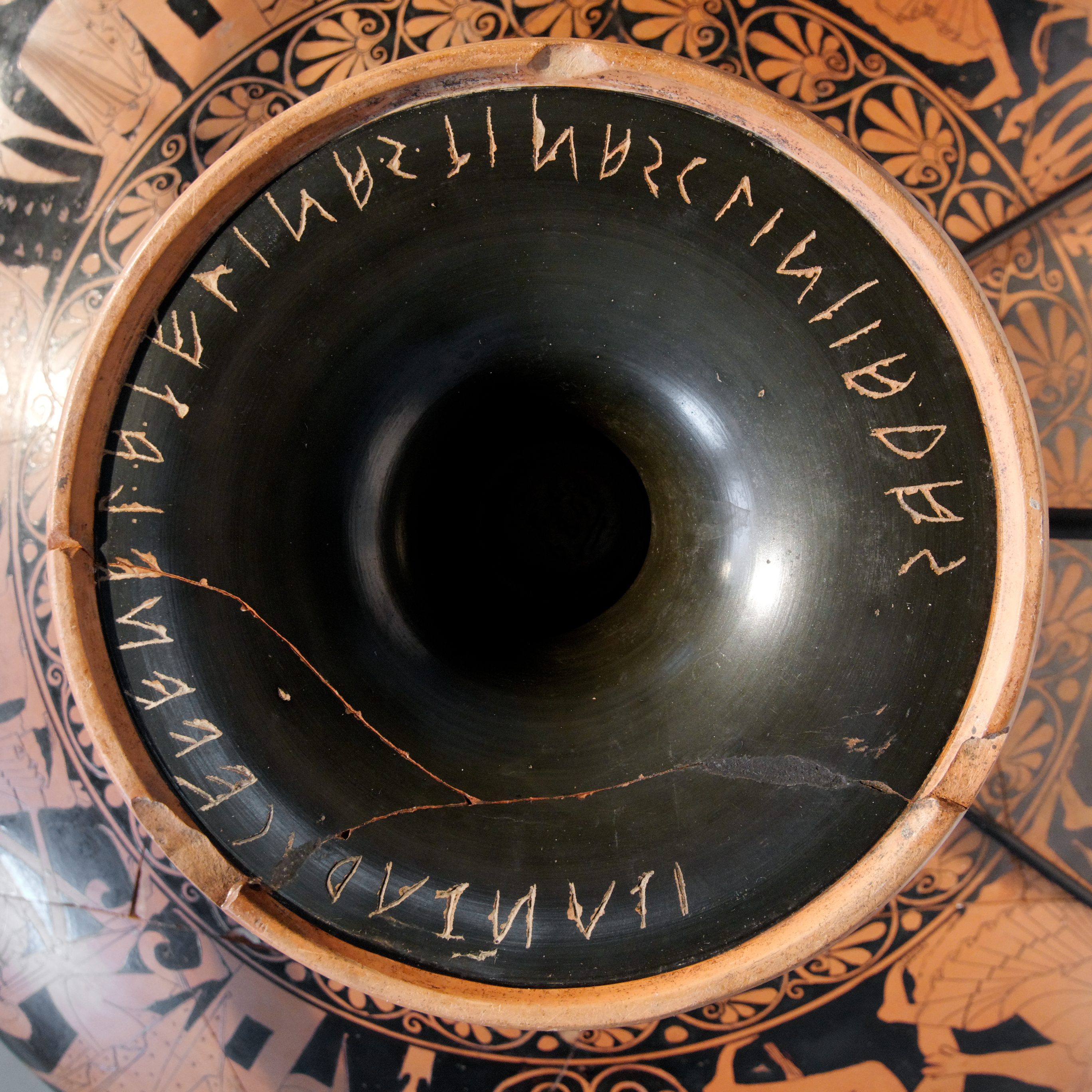
Dédicace en alphabet étrusque de Venel Apelinas (ou Atelinas) aux « fils de Zeus », les Dioscures, v. -515/-510 Metropolitan Museum of Art.

Un nom théophore (du grec ancien θεόφορος, théophoros, littéralement « qui porte Dieu/un dieu ») est un nom propre qui contient celui d'une divinité. L'usage d'attribuer de tels noms à des souverains ou à leurs sujets est commun à de nombreuses civilisations polythéistes telles que la Mésopotamie et l'ensemble du Proche-Orient ancien, l'Égypte antique, la Rome ou la Grèce antique mais aussi à des religions monothéistes comme le judaïsme, le christianisme et l'islam. 
Certains noms propres sont formés avec des théonymes soit de manière totale (comme les noms grec Démétrios/Démétrius et slave Dimitri issus de la déesse Déméter), soit de manière mixte (le nom de la divinité peut alors se placer soit au début soit à la fin, comme dans Israël dont l'étymologie populaire biblique repose sur un jeu de mots construit sur la racine hébraïque שרה ś-r-h, « battre, combattre » et l'élément théophore ʾĒl, « dieu »).
Beaucoup de toponymes, oronymes ou hydronymes, dénommant de nouveaux sites d'installation, portent les traces des croyances et des noms des divinités dont les peuples souhaitaient la protection ou la gloire. Les anthroponymes théophores marquent parfois aussi la volonté de se concilier la bienveillance de la divinité, ou représentent un remerciement, un hommage ou une prière exprimée souvent sous forme de vœu.
L'inégalité de la documentation et la méconnaissance de nombreux théonymes indigènes dans plusieurs langues antiques rendent parfois difficile de retrouver les noms théophores. Dans les pays latins, il est parfois difficile de discerner si les noms théophores sont des traductions de l'hébreu ou des noms chrétiens. 
Si l'anthroponymie a une origine en grande partie religieuse, elle a fini par être plus ou moins profane pour beaucoup de peuples mais même dans les pays où les patronymes sont tous laïcs, il y a toujours des familles ou des religieux qui portent des noms individuels évoquant leur fidélité au culte.

## Proche-Orient et Moyen-Orient anciens

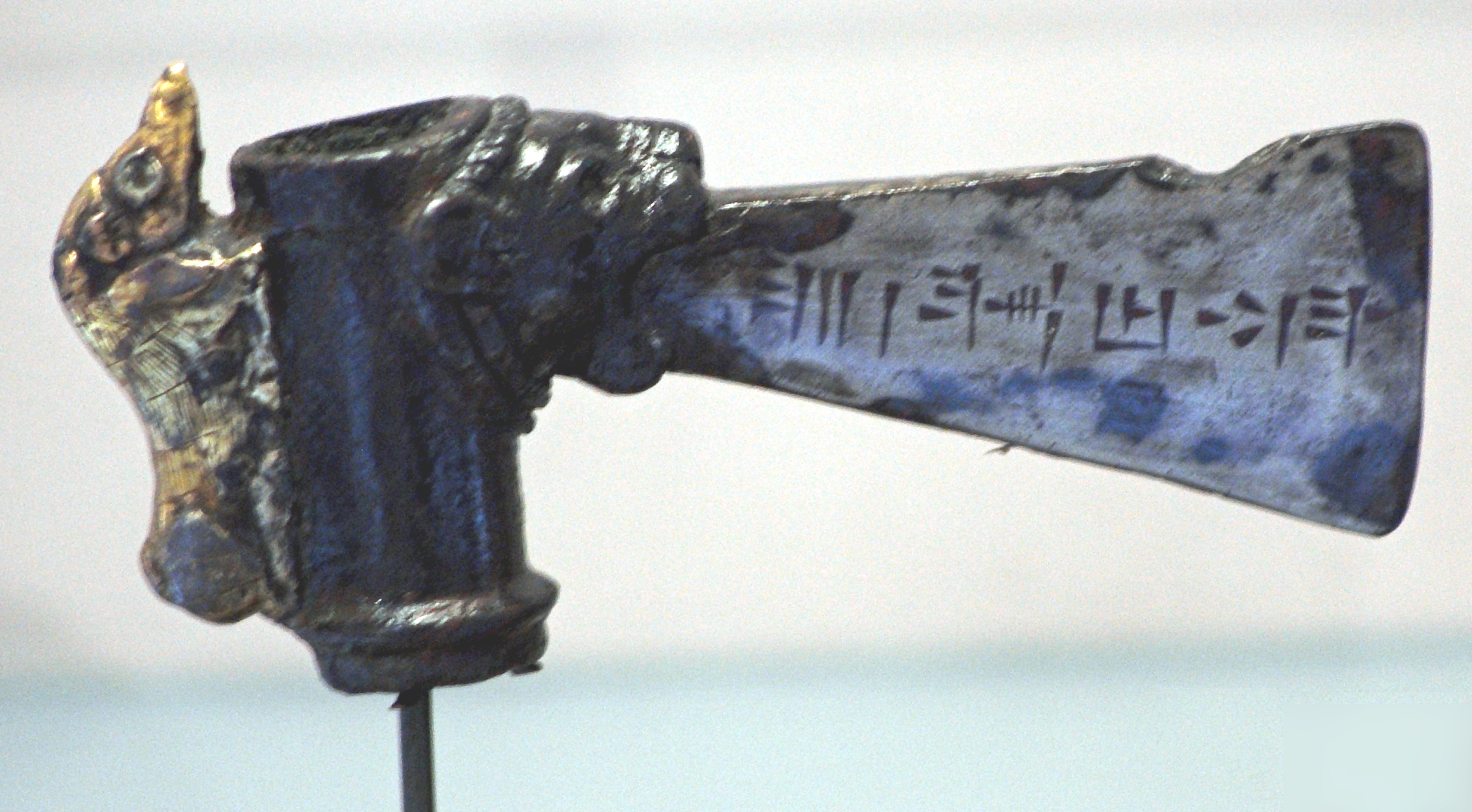
Hache portant une inscription au nom d'Untash-Napirisha.

Dans la civilisation mésopotamienne, le pourcentage des toponymes portant un nom théophore est moins de 4 % à l'époque d'Ur, moins de 7 % à l'époque babylonienne ancienne, moins de 10 % à l'époque médio-babylonienne, moins de 5 % à l'époque néo-babylonienne et tardive.
Inshushinak, divinité tutélaire de la ville de Suse, devient à la fin du IIIe millénaire av. J.-C. l'un des principaux dieux du royaume d'Élam. De nombreux souverains choisissent alors un nom qui se réfère à lui, tels Puzur-Inshushinak ou Shilhak-Inshushinak. D'autres rois élamites, comme Untash-Napirisha au XIVe siècle AEC, ajoutent également à leur nom celui d'un dieu, ici Napirisha, « le grand (-ša) dieu (napir) ».
Les rois d'Assyrie Assurbanipal (Aššur-ban-apli, « Assur a donné un fils héritier ») et Assarhaddon (Assur-aha-iddina, « Assur a donné un frère ») se mettent sous la protection de la divinité tutélaire Assur.
Le prénom Nabuchodonosor, en akkadien Nabu-kudurri-usur, inclut le nom du dieu Nabû et signifie « Nabû protège la frontière ».
Baal, le dieu sémitique, cananéen, puis phénicien, est à l'origine de nombreux anthroponymes (Baâlat, Ishbaal, Ba'alyah « serviteur de Baal ») et du titre Bēl. Bēl apparaît notamment dans le nom du souverain babylonien Balthazar, en akkadien Bēl-šarra-uṣur (« Bēl protège le roi »).
Le général carthaginois Hannibal doit son nom à la racine H-N-N (« grâce, faveur »), qui existe à l'identique en hébreu, et au même dieu Baal : il est celui « qui a la faveur de Baal ». Son père, Hamilcar, en langue punique Hmlqrt, est « frère de Melkart », le dieu phénicien.

## Égypte antique

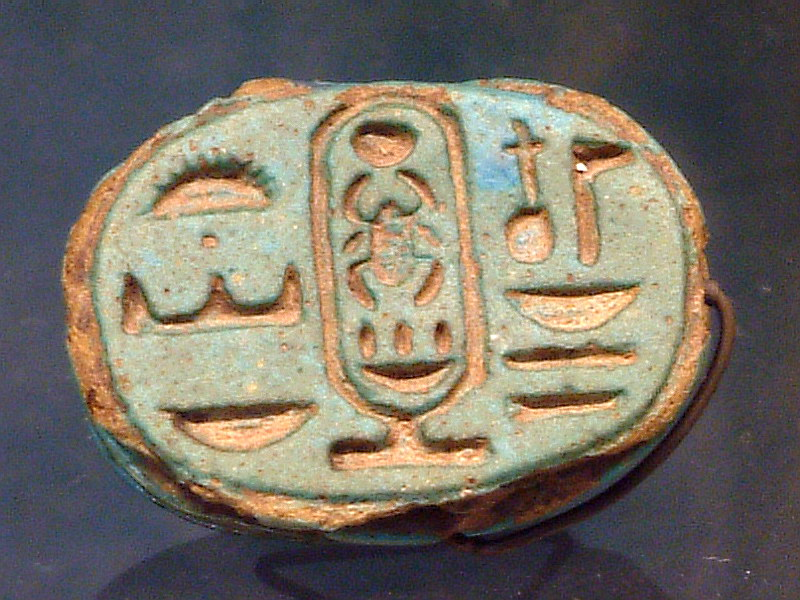
Chevalière au nom de Toutânkhamon, musée du Louvre.

Chez les anciens Égyptiens, les rois et pharaons d'abord, et leurs sujets ensuite, portent des noms qui évoquent leurs divinités, sous ses aspects divers, et qui se composent d'un des vocables de celle-ci, précédé ou suivi d'un qualificatif.
Plusieurs noms de pharaons sont théophores : Thoutmès (de l’égyptien ancien Djehoutymes et signifiant « Thot l'a engendré »), Ramsès (« Râ l'a engendré »), Mentouhotep (« Mentou est satisfait »), Amenhotep (en égyptien ancien Amāna-Ḥātpa, « Amon est satisfait »), Toutânkhamon (« image vivante d'Amon ») ou encore Akhenaton (« serviteur d'Aton »).
Les filles d'Akhenaton portent le nom d'Aton ou de Rê : Mérytaton, « l'aimée d'Aton » ; Mâketaton, « la protégée d'Aton » ; Ânkhésenpaaton, « elle vit pour Aton » ; Néfernéferouaton, « la perfection des perfections d'Aton » ; Néfernéferourê, « la perfection des perfections de Rê » ; Sétepenrê, « l'élue de Rê ». Après la chute du pouvoir amarnien et l'abandon du culte institué par Akhenaton, les noms théophores sont modifiés et le nouveau dieu Aton disparaît au profit d'Amon : ainsi Mérytaton est-elle renommée en « Mérytamon », et Toutânkhaton en « Toutânkhamon ».
Le prénom d'Isidore et sa forme féminine Isadora (signifiant « don d'Isis ») est d'origine grecque mais fait référence à la divinité funéraire égyptienne Isis.

## Bible

### Ancien Testament

Le Tétragramme en phénicien, en araméen ancien et en hébreu carré.

Les juifs manifestent leur ardeur religieuse par une série impressionnante de noms théophores tirés des noms bibliques, beaucoup commençant par Jo-, Ja-, Yo-, Ya- (le yod de YHWH) ou bien par El- (Elohim), d'autres se terminant par le même vocable, tous destinés à remercier ou à prier Dieu.
L'Ancien Testament mentionne de nombreux noms dérivés de l'une des appellations de Dieu et comportant en particulier les syllabes « El » (issue de Elohim) ou « Yah » (de YHWH). La tradition juive se perpétue au cours des siècles. Ainsi le prénom « Nathanaël », qui associe la racine verbale trilittère נָתָן N-T-N (« donner ») et le nom « El », signifie-t-il « don de Dieu », et Mikhaël, « qui [est] comme Dieu ». Le nom du prophète Isaïe (ישעיהו, « Yéshayahou ») réunit la syllabe « Yah », le verbe « sauver » Y-Sh-' (ישע), et le pronom personnel הו (hou, « il ») qui met ici une emphase sur le sujet du verbe. Il peut donc se traduire par « Lui, Dieu, sauve » ou « Lui, Dieu, est salut ». Celui du prophète Ézéchiel (יְחֶזְקֵאל, « Yehêzqé'el ») est une invocation pour « que El donne la force ».
Certains de ces prénoms, en hébreu, peuvent présenter un double aspect, théophore et non théophore. Tel est le cas de Anân ou Hanan, formé sur la racine trilittère חנן (Ḥ-N-N), qui signifie « grâce » et d'où provient « Anne » en français : la même racine H-N-N peut se décliner sous une forme théophore avec l'ajout des lettres YH de YHWH, ce qui a donné soit Ananie (הֲנַנְיָה, Hananiah), soit יוחנן (Yohanan). Ces deux prénoms signifient alors « grâce de Dieu ». En français, Yohanan est à l'origine de « Jean ».
Il en va de même pour le prénom originel de Josué dans le Pentateuque : Yoshua (« Sauveur »), forme non théophore, ou Yehoshua (« YHWH sauve »), forme théophore. Josué est d'abord nommé « Yoshua » par Moïse dans le Livre des Nombres (Nb 13:16) puis le nom adopte la forme théophore « Yehoshua » (יהושוע) dans le Deutéronome (Dt 3:21).

### Nouveau Testament
Dans le Nouveau Testament, qui est rédigé en grec, Jésus de Nazareth porte le même nom que Josué, transcrit et hellénisé en Iêsous (᾿Ιησοῦς). La langue parlée en Galilée et en Judée à l'époque de Jésus n'était plus l'hébreu mais l'araméen, et cependant la tradition continuait d'employer différents prénoms d'origine biblique. Aucune source ne permet toutefois de déterminer si le prénom hébraïque de Jésus était la version théophore « Yehoshua » ou non théophore « Yoshua ».
Joseph (de l’hébreu יוֹסֵף, Yosef, de son nom complet Yehoseph/Yôsephyâh qui signifie « que Yahweh/Jehovah ajoute ou augmente »),, le père de Jésus, est le nom théophore le plus célébré au fronton des 67 000 établissements scolaires français (recensement en 2015) : pas moins de 880 écoles, collèges et lycées lui ont donné son nom, devant Jules Ferry (642), Notre-Dame (546) et Jacques Prévert (472).

## Inde antique
Les divinités hindoues apparaissent dans une longue liste d'anthroponymes sous ses nombreux aspects : Amitesh (« Dieu infini »), Anantram (« Dieu de la force »), Dev (« Dieu »), Devdan (« don de Dieu »), Devdas (« serviteur de Dieu »), Devanand (« joie de Dieu »), Devesh (« Dieu des Dieux »), Devkumar (« fils de Dieu »), Devraj (« roi des Dieux ») ; noms théophores des dieux hindous Brahmâ, Kârttikeya, Murugan, Shiva et Vishnou.

## Grèce antique
Les Grecs et les Romains ont aussi des noms qui évoquent leurs dieux, mais ne semblent pas avoir jamais eu une anthroponymie religieuse.
Les noms théophores portés par des citoyens grecs attestent que telle divinité est adorée dans la ville, soit par un culte public, soit par des associations et par dévotion personnelle. Les plus fréquents sont issus d'Apollon (Apollodôros « don d'Apollon », Apollônios « celui d'Apollon », Apollinaris, Apollas…), de Zeus dont le génitif est Diós (Diodotos, Diogénês, Zénon), d'Hélios (Héliodôros « don d'Hélios »), des Dioscures (dont le nom de Διόσκουροι, Dioskouroï, est théophore : « kouroï de Zeus ») tel Castor, d'Ammon (Ammônios), de Mithra ([Poly]mithrès), d'Héra (Héraclès « Gloire d'Héra », Herculan qui donnera les noms français Ercole, Hercule).

## Rome et Gaule antique
Parmi les divinités les plus fréquemment représentées dans les anthroponymes romains et gallo-romains, on note Apollonarius, Apollinaris (référence au dieu Apollon, qui donnera les noms français Apollinaire, Apolline) ; Datus/Donatus et sa traduction du grec, Diodorus (« don de Zeus ») ; Iovius, Jovis, Jovinus (du dieu Jupiter) ; Martius, Martial, Martin et nombreuses variantes (du dieu Mars) ; Hermès ; Mercurius, Mercurialus (du dieu Mercure) ; Saturnus (du dieu Saturne) ; Silvanus et Silvia (de la vestale Rhéa Silvia).
Le toponyme Lugudunum, le site antique de Lyon, est issu du celtique Lugu-dunon, de -duno, « forteresse, colline », et de Lugus, irlandais Lug, gallois Lleu, dieu suprême de la mythologie celtique.

## Corpus onomastique germanique
Dans la mythologie nordique et germanique, les Ases (en vieux norrois ǫ́ss) forment le groupe de dieux principaux, associés ou apparentés à Odin. Le radical ǫ́ss, os, ou as, latinisé en ans, a donné chez les Saxons Oswald, Osbern, Oger, Oswin, Oswine ; chez les Scandinaves Asbiôrn, Asdis, Asfrid, Asgaut, Asgeir, Asgrim, Askilld, Askell, Asleik, Asmund, Astolf, Asvalld, Asvor ; chez les Francs, les noms Ansbert, Anshelm, Ansgar, Asgaut, Asgeir et Asketell qui se sont diffusés en Normandie, d'abord comme nom de baptême, ensuite comme noms de famille, sous les formes vulgaires Anfri, Anger, Angot, Angier, Anquetil, Aze.
Le nom du dieu Wotan et ses dérivés (avec une assimilation possible de Gaut et Gott) est passé dans la liste des noms chrétiens, sous les formes Goda, Godo, Godon, Götz, Wodon, Woot et, en composition, Godard (« force de Dieu »), Godau(l)d, Gondemar (« gloire de Dieu »), Godwin (« ami de Dieu »), Godric (« puissance de Dieu »), Gottfried (« protégé de Dieu », qui a donné Geoffroy, Godefroi), Gotthard, Gottlieb (« aimé de Dieu », qui a donné Goetsch, Goetschy, Goetschel, Goetschmann, Gotte, Götte), Gustave (de gaut et staf « bâton, soutien ») etc. et, dans la forme inversée du cas régime (Wodon ou Godon devenant Wond ou Gond), Gondau(l)d, Gondrand, Frédégonde.
La divinité germanique Irmin se retrouve dans les noms théophores Irma, Ermenberge (« protégé par Irmin »), Hermenegild (« descendance d'Irmin ») et son diminutif Gilda, Ermelinde (« protection d'Irmin »), Irminwin (« ami d'Irmin ») et ses diminutifs Irvin, Marwin, Mervin.
En Islande, les anthroponymes théophores sont surtout d'origine viking, composés d'un premier élément, Ing- (issu de Yngvi), Tor (issu de Thor), et d'un second tel que -bjôrn, -fridur, -hild, -ulv pour les hommes, et -bjôg, -dis, -finna, -mundur, -na, -ridur, -run(n) pour les femmes, d'où les Ingrid, Ingeborg, Inger. Thor a également donné les prénoms et patronymes scandinaves et germaniques Thorgal (« envoyé de Thor », qui a donné les noms normands Thorgaut, Turgot), Thorgis (« consacré à Thor » ou « orage de Thor », qui a donné Turgis), Thorkel (« chaudron de Thor »), Thorkil (« casque de Thor »), Thorlak (« jeu de Thor »), Thorleif (« fils de Thor »), Thormod (« courage de Thor »), Thorolf (« loup de Thor »), Thorstein (« pierre de Thor », qui a donné Toustain, Toutain), Thorvald (« puissance de Thor », nom qui s'est également fixé dans la toponymie et la patronymie normande : Trouville, Touroude, Thouroude, Théroude, Throude et Troude).

## Tradition chrétienne
La tradition chrétienne reprend une partie des prénoms hébraïques de la Bible tout en adoptant aussi bien leurs traductions ou équivalents en grec et en latin, ainsi que la plupart des personnages du Nouveau Testament. Ces noms théophores sont cependant moins fréquents que dans la religion juive car assez tôt dans l'histoire du christianisme, les chrétiens ont pris l'habitude de se nommer d'après les disciples et la famille de Jésus, puis à partir du IXe siècle le développement du culte des saints locaux s'accompagne d'une évolution anthroponymique, les noms théophores régressant au profit des noms de baptême choisis dans le registre des saints. 
Dieu lui-même apparaît dans divers noms issus du grec Théos (Théodore, « don de Dieu » ; Dorothée, « don de Dieu » ; Théophile, « ami de Dieu » ; Timothée, « qui honore Dieu »...) ou du latin Deus (Déodat, « don de Dieu ») parfois francisé (Dieudonné). La principale innovation reste l'introduction de la syllabe « Christ » dans plusieurs prénoms (Christophe « qui porte le Christ », Christian ou Christine « disciple du Christ »).
Les prénoms païens Denis et Denys (« consacré à Dionysos ») sont devenus chrétiens dès le Ier siècle, le prénom faisant partie des favoris en France dans les années 1960 et le patronyme Denis faisant partie des noms de famille les plus courants en France. Le prénom et patronyme Damien, et ses nombreuses variantes, font référence à Damia, surnom de la déesse Cybèle.
Le prénom Michael, et sa forme francophone Michel, est d'origine hébraïque. Dans cette langue, il correspond à une confession de foi sous forme de question rhétorique signifiant « Qui est comme El/Dieu ? » (en hébreu מיכאל, « mi-kha-El » pour : « qui - semblable - El/Dieu »).
« Emmanuel », en hébreu ‘immânou El (עִמָּנוּ אֵל), « Dieu avec nous », est une expression extraite du Livre d'Isaïe (7:14) qui n'implique pas de sous-entendu messianique dans le judaïsme. En revanche, le christianisme, à la suite de l'Évangile selon Matthieu (1:23), y voit un synonyme de Jésus-Christ en tant qu'Il sera avec les hommes jusqu'à la fin des temps ou parousie.
Le prénom théophore Cyrille, porté en l'honneur de plusieurs saints importants de l'histoire chrétienne, provient du grec Kyrillos, dérivé de Kyrios, « Seigneur ».

## Islam
À l'époque pré-islamique (que les musulmans appellent époque de la jahiliya) le nom suivant le mot `abd (ou ses dérivés Abdalla, Abdul) désignait la divinité à laquelle on rendait un culte. L'expression signifie alors serviteur/adorateur/esclave de cette divinité. Après l'apparition de l'islam, le nom suivant le mot `abd est utilisé avant les 99 attributs de Dieu signifiant « serviteur du », les Arabes musulmans composant ainsi une centaine de noms théophores (« ism coraniques et historiques ») qui manifestent leur dévotion et leur attachement à la religion, et apportent, dans la croyance populaire, la baraka à leurs porteurs. Ainsi, le prénom « Abdallah », composé de la racine sémitique A-B-D (« serviteur ») et du nom Allah, signifie « serviteur de Dieu ». Les prénoms Abdel-Karim « serviteur du Généreux », Abdel-Kader « serviteur du Puissant » font également référence à un des noms d'Allah. D'autres noms se terminent par allah/ullah (Jamalul, Lankadulla, Khamellah « maison de Dieu », Barkallah « que Dieu (te) bénisse ») et par son doublet d'origine hébraïque Rebbi (Talebrebbi « je demande à mon Dieu », Djabourebbi « Dieu l'a ramené »). Des noms théophores se construisent également avec le lexème dine, « religion, foi » (Nasserdine « salut de la religion », Nourredine « lumière de la foi », Aladdine « noblesse de la religion »), cette nomination débutant aux croisades. Par contre, les musulmans portent peu les noms des anciens héros bibliques ou islamiques.